# 先锋乡 (依安县)
先锋乡，是中华人民共和国黑龙江省齐齐哈尔市依安县下辖的一个乡镇级行政单位。

## 行政区划
先锋乡下辖以下地区：
先锋村、四烈村、长福村、长山村、幸福村、集福村、光明村、海城村和育智村。